# Ingusjisk
Ingusjisk er et dagestansk sprog som omkring 405.000 mennesker i Rusland har som modersmål. Det tales fortrinsvist i den russiske republik Ingusjien, hvor det sammen med russisk er officielt sprog. Ligesom russisk skrives ingusjisk med det kyrilliske alfabet, men også det latinske og arabiske alfabet har været brugt.
Ingusjisk er det næststørste af de tre nakh-sprog. Der er flere, der taler tjetjensk, og færre, der taler batsisk. Tjetjensk og ingusjisk er indbyrdes forståelige. Batsisk lidt fjernere beslægtet.
- Der findes også en Wikipedia på ingusjisk.